# Vireó pissarrós
El vireó pissarrós (Vireo brevipennis) és un ocell de la família dels vireònids (Vireonidae).

## Hàbitat i distribució
Habita boscos caducifolis temperats a les terres altes del centre de Mèxic, a Jalisco, Guerrero, Morelos, Oaxaca i Veracruz.